# Памятник Андрею Туполеву (Казань)
Памятник Андрею Туполеву, советскому авиаконструктору, трижды Герою Социалистического Труда был открыт 4 июня 2014 года в сквере на пересечении улиц Декабристов, Гагарина и Королёва в Казани.

## Создание
Инициатором установки памятника выступили предприятия авиационного комплекса КАПО имени Горбунова и предприятие «Туполев». В авторский коллектив по созданию монумента входили скульптор Александр Кислов и архитектор Герман Бакулин. Отливка памятника была поручена мастерам предприятия ООО «Экспериментальный завод ВКНИИВОЛТ».
Участие в проекте приняли множество предприятий города. За Исполкомом Казани был закреплен вопрос реконструкции сквера по улице Гагарина, в результате, чего было проведено благоустройство территории парка, озеленение, обновлено освещение, обустроены пешеходные дорожки, отремонтированы и покрашены ограждения. Кроме этого, в сквере были установлены детская игровая площадка, лавочки и урны.

## Композиция
Памятник Туполеву расположен в сквере на пересечении улиц Декабристов, Гагарина и Королёва. Туполев стоит в распахнутом костюме с галстуком в жилете, держа в правой руке модель самолёта «Ту-22М3», а в левой — свёрнутые чертежи. На постаменте памятника размещена гранитная доска с выгравированными на ней тремя медалями «Серп и Молот» Героя Социалистического Труда, а под ними надпись: «Авиаконструктор Андрей Николаевич Туполев». С левой стороны, за памятником находится стела с профилем Ленина с лозунгом «ПОБЕДА КОММУНИЗМА НЕИЗБЕЖНА».

## Открытие
Первоначально, открытие памятника было запланировано на 12 ноября 2013 года к 125-й годовщине со дня рождения Туполева, но скульптор Александр Кислов не успел закончить работу к этому времени, и поэтому открытие монумента пришлось отложить.
Торжественная церемония открытия памятника, собравшая большое количество людей, состоялась 4 июня 2014 года. В ней приняли участие министр обороны Российской Федерации Сергей Шойгу, президент Татарстана Рустам Минниханов, глава Объединённой авиастроительной корпорации Михаил Погосян, мэр Казани Ильсур Метшин и внук авиаконструктора Андрей Алексеевич Туполев. Выступая перед собравшимися, Сергей Шойгу назвал сегодняшнее событие знаменательным, подчеркнув, что Россия бесконечно благодарна этому человеку, благодаря которому мы имеем самое грозное оружие:
Те заслуги, которые имеет Андрей Николаевич Туполев перед страной, перед авиацией, перед вооруженными силами, просто неоценимы. Это и военные годы, это и перелет через Северный полюс, и первые рекорды, и, конечно, наша стратегическая авиация. Все это - Туполев, Туполев, Туполев! Эти самолёты давно уже поставлены на вооружение нашей армии, но по-прежнему являются грозной, могучей силой, которая обеспечивает безопасность нашей страны и не дает нашим противникам даже мысли о посягательстве на нашу территорию.
В свою очередь, Рустам Минниханов тоже поздравил всех с открытием памятника, сказав, что «с Туполевым связана вся история нашего авиационного завода, нашего авиационного института». Михаил Погосян в своем выступлении, говоря о Туполеве, напомнил, что «открытие памятника в Казани — дань уважения этому выдающемуся человеку. Одновременно это и ответственность перед нами по развитию ОАО „Туполев“, казанского авиационного завода». Внук авиаконструктора Андрей Туполев поблагодарил всех за открытие памятника и отметил, что практически вся история самолётов «Ту» связана с Казанью, где производились эти самолёты. После выступлений, под звуки военного оркестра почётные гости сбросили покрывало с памятника и возложили цветы.
После церемонии Сергей Шойгу провёл совещание по развитию дальней авиации и в сопровождении Минниханова посетил производственные цеха предприятия «КАПО-Композит» и Казанского авиационного завода имени Горбунова — филиала ОАО «Туполев», где принял участие в церемонии передачи в войска стратегического бомбардировщика Ту-22М3 после модернизации. До этого, после прибытия на самолёте на аэродром казанского авиационного завода, он проверил, как в городе строят служебное жилье для офицерских семей.